# St. Luke’s Lutheran Church (New York City)

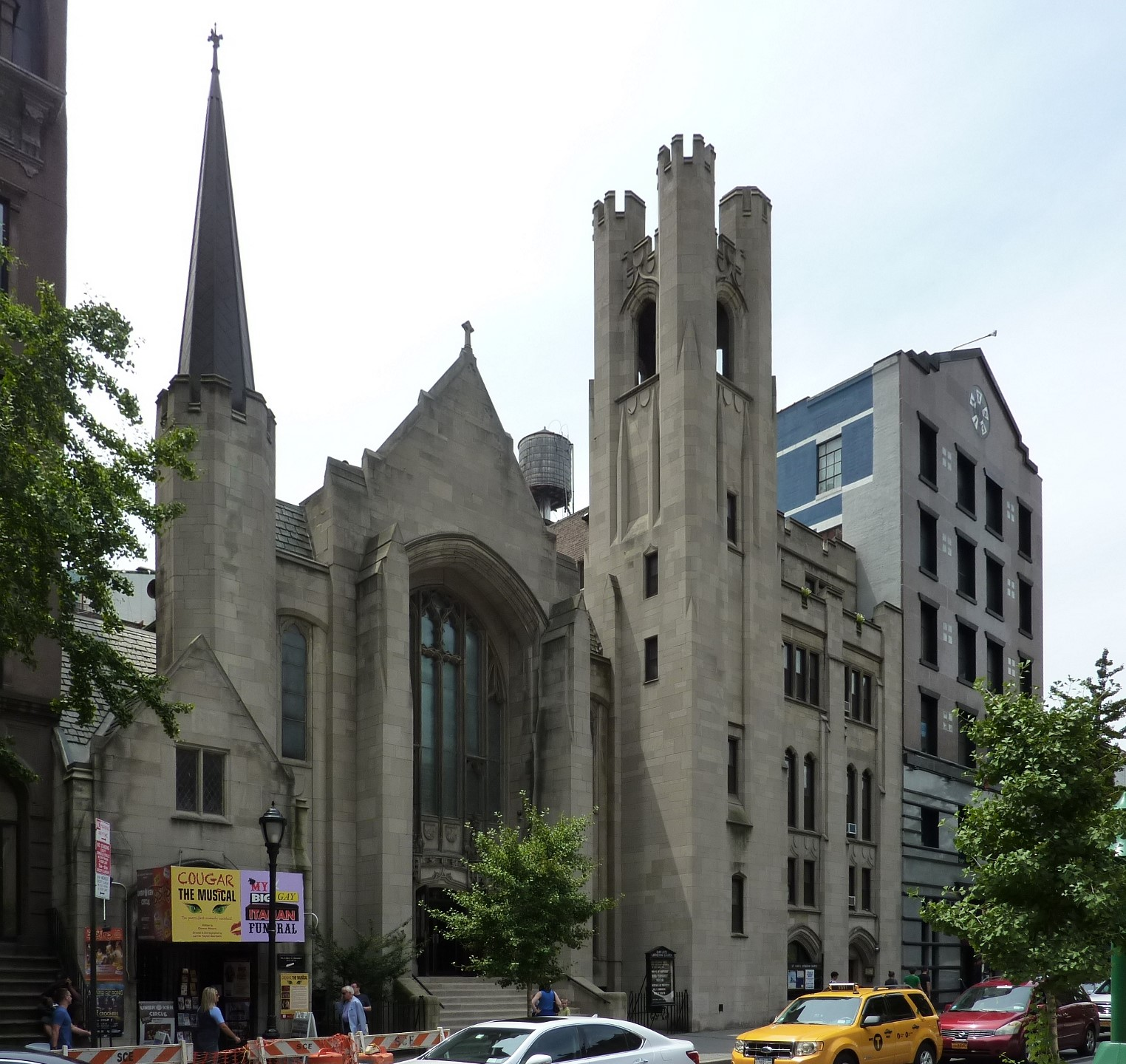
St Luke’s Lutheran Church

Die St. Luke’s Lutheran Church ist eine evangelisch-lutherische Gemeindekirche. Sie befindet sich in der 46. Straße in Midtown Manhattan in New York City. Die Gemeinde gehört zur Evangelisch-Lutherischen Kirche in Amerika.

## Geschichte
Die evangelisch-lutherische Kirchengemeinde St. Luke’s wurde 1850 gegründet und wechselte mehrfach den Standort, bis sie schließlich 1923 ein eigenes Kirchengebäude weihen konnte, welches durch die Architekten Tilton und Githens in einer Vermengung von Stilelementen der Neugotik und des Art déco entworfen worden war.
Das Gotteshaus befindet sich seit 2007 im US-National Register of Historic Places unter der Nummer 07000483.